# Rousettus linduensis
Rousettus linduensis är ett däggdjur i familjen flyghundar som beskrevs av Maryanto och Yani 2003. Artepitet i det vetenskapliga namnet syftar på sjön Lindu i utbredningsområdet.
Fyra upptäckta individer hade en kroppslängd (huvud och bål) av 108 till 115 mm, en svanslängd av 26 till 32 mm och en vikt av 80 till 99 g. Underarmarna är cirka 76 mm långa. Jämförd med andra släktmedlemmar på Sulawesi har arten längre päls på ryggen. Den är gulbrun och kan ha en röd skugga. Hjässan är täckt med mörkbrun till gråbrun päls. Rousettus linduensis har även tät päls på baksidan av den del av flygmembranen som ligger mellan bakbenen. Hannar och kanske även honor har krämvit päls på bröstet. Förutom dessa kännetecken skiljer sig arten från Rousettus celebensis genom en mindre skalle och en mindre tanduppsättning i jämförelse till övriga kroppsdelar.
Denna flyghund förekommer i Lore Lindu nationalparken på centrala Sulawesi. Fram till 2008 var bara fyra individer kända. De hittades i en fuktig skog ungefär vid 1000 meter över havet. IUCN listar arten med kunskapsbrist (DD).
På norra Sulawesi jagas flyghundar för köttets skull och troligtvis även denna art.